# Poison (singel Secret)
Poison – singel południowokoreańskiej grupy Secret, wydany cyfrowo 13 września 2012 roku w Korei Południowej. Utwór promował minialbum o tym samym tytule. Osiągnął 2 pozycję na liście Gaon Chart. Według danych Gaon utwór Poison  sprzedał się w nakładzie 1 373 460 egzemplarzy w Korei Południowej w roku 2012.
Poison to piosenka dance-popowa z elementami R&B, jazzu i hip-hopu, która wykorzystuje powtarzające się motywy saksofonowe. Słowa piosenki opisują uczucia bohaterki, która nie może zerwać nawet wiedząc, że gdy się zakocha, on skończy jako jej trucizna. Teledysk do utworu pojawił się 12 września 2012 r. na oficjalnym kanale YouTube wytwórni. Teledysk skupia się na członkiniach Secret w roli złodziei próbujących uwieść detektywa, aby móc ukraść biżuterię i ostatecznie go zabijając. Tematem teledysku został oparty na brytyjskim wizerunku „lady look” z lat 1940 „szpiegowskim wyglądzie”. Koncepcja teledysku została zainspirowana przez film noir i przedstawia wizerunek femme fatale.

## Lista utworów
| Nr | Tytuł    | Słowa                   | Muzyka                  | Czas |
| -- | -------- | ----------------------- | ----------------------- | ---- |
| 1. | „Poison” | Kang Ji-won, Kim Ki-bum | Kang Ji-won, Kim Ki-bum | 3:25 |

## Notowania
| Lista                                 | Pozycja |
| ------------------------------------- | ------- |
| Gaon Weekly Singles Chart             | 4       |
| Gaon Monthly Singles Chart            | 9       |
| Gaon Weekly Streaming Chart           | 6       |
| Gaon Weekly Download Chart            | 4       |
| Gaon Yearly Download Chart (Domestic) | 98      |
| Billboard K-Pop Hot 100               | 8       |

## Twórcy i personel
Opracowano na podstawie wkładki muzycznej płyty CD:
- Kim Tae-sung – producent wykonawczy, współproducent
- Song Ji-eun – wokal
- Han Sun-hwa – wokal
- Jeon Hyo-sung – wokal
- Jung Ha-na – wokal, rap, słowa utworów
- Kang Ji-won – współproducent, słowa utworów, aranżacja, kompozycja
- Kim Ki-bum – współproducent, słowa utworów, kompozycja